# Josef Eduard Tammer
Josef Eduard Tammer (* 11. April 1883 in Schirgiswalde; † 19. März 1959 in Dresden) war ein deutscher Maler und Grafiker.

## Leben und Werk

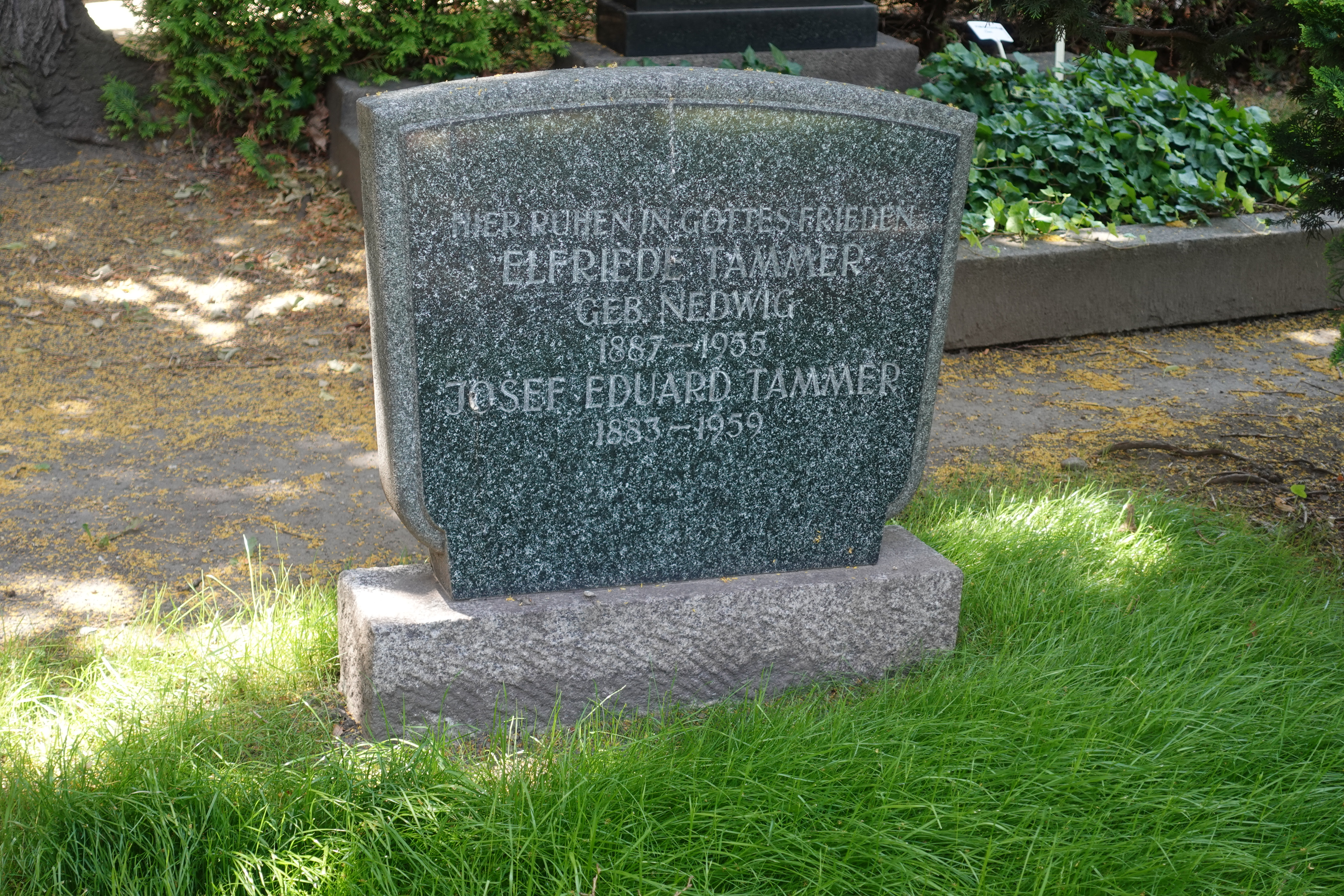
Grab von Josef Eduard Tammer auf dem Alten Katholischen Friedhof in Dresden

Tammer studierte von 1905 bis 1908 an der Kunstgewerbeschule in Dresden. Studienreisen führten ihn nach Schweden, Dänemark, in die Schweiz und nach Dalmatien. Er nahm als Soldat am Ersten Weltkrieg teil. 
Ab 1938 arbeitete Tammer als freier Künstler in Dresden, vor allem als Landschafts- und Stilllebenmaler. Er galt als ein Meister der Aquarell-Malerei.
Tammer war Mitglied des Deutschen Künstlerbunds und in der Zeit des Nationalsozialismus der Reichskammer der bildenden Künste. Für diese Zeit ist seine Teilnahme an sechs großen Gruppenausstellungen und 1941 eine Einzelausstellung mit Fritz Ernst Rentsch und Hans Völcker in Chemnitz sicher belegt.
Ab 1947 lebte er mit seiner Frau, die 1955 verstarb, in Bannewitz. Tammer wurde auf dem Alten Katholischen Friedhof in Dresden beigesetzt.
Werke Tammers befinden sich u. a. im Bestand des Museums Bautzen.

## Bildliche Darstellung Tammers

### Darstellung in der bildenden Kunst
- Georg Ludwig Neugebauer (1898–1974): Porträt Josef Eduard Tammer (Tafelbild)[3]

### Fotografische Darstellung
Unbekannter Fotograf: Josef Eduard Tammer (1928; Fotografie im Bestand des Stadtmuseums Dresden)

## Werke (Auswahl)
- Teichlandschaft (etwa 1920, Aquarell)[5]
- Landstraße (Öl)[6]
- Anemonen (Öl; 1945/1946 auf der Ausstellung „Freie Künstler. Ausstellung Nr. 1“)
- Winterabend (Öl; 1945/1946 auf der Ausstellung „Freie Künstler. Ausstellung Nr. 1“)

## Ausstellungen vor 1933 und nach 1945 (unvollständig)
- 1909 Dresden, Galerie Ernst Arnold (2. Graphische Ausstellung des Deutschen Künstlerbunds)
- 1916 Dresden, Galerie Ernst Arnold („Zweite Ausstellung Dresdener Künstler, die im Heeresdienste stehen“)[7]
- 1945/1946 Dresden („Freie Künstler. Ausstellung Nr. 1“)[8]
- 1946 Dresden, Stadthalle (Allgemeine Deutsche Kunstausstellung)